# Penalva do Castelo
Penalva do Castelo est une municipalité (en portugais : concelho ou município) du Portugal, située dans le district de Viseu et la région Centre.

## Géographie
Penalva do Castelo est limitrophe :
- au nord, de Sátão,
- au nord-est, d'Aguiar da Beira,
- à l'est, de Fornos de Algodres,
- au sud, de Mangualde,
- à l'ouest, de Viseu.

## Démographie
| 1801  | 1849   | 1900   | 1930   | 1960   | 1981   | 1991  | 2001  | 2004  |
| ----- | ------ | ------ | ------ | ------ | ------ | ----- | ----- | ----- |
| 7 778 | 10 475 | 13 742 | 13 404 | 13 686 | 10 172 | 9 166 | 9 019 | 8 768 |

## Subdivisions
La municipalité de Penalva do Castelo groupe 13 paroisses (freguesia, en portugais) :
- Antas
- Castelo de Penalva
- Esmolfe
- Germil
- Ínsua
- Lusinde
- Mareco
- Matela
- Pindo
- Real
- Sezures
- Sangemil
- Trancozelos
- Vila Cova do Covelo